# Gradca
Gradca (hradce, hradec) bylo hradisko stávající mezi Rudimovem a Slavičínem ve výšce 493 m n. m., chráněné trojnásobnými, podkovitě se stáčícejími valy. Střežilo důležité zemské stezky u hranic s Uhrami. Do roku 1840 bylo rozoráváno a náspy utrpěly pluhem, poté porostlo řídkým lesem. Dříve vedla hradiskem cesta z Rudimova do Slavičína zv. Drahanec, potom na ní byla vybudována silnice. Objevitelem byl archeolog Jan Kučer. Poslední badatelé však žádnou fortifikační strukturu nenalezli. Bylo zde nalezeno mnoho mohyl (a další v blízkém okolí) a méně kostrových hrobů. V jednom z nich, objeveném Čeňkem Staňou, byl nalezen denár uherského krále Štěpána. Nejstarší nálezy, měděné sekyrky a různé ozdoby pocházejí ze starší doby bronzové.